# Naturdenkmal Linde südlicher Ortsrand Enste

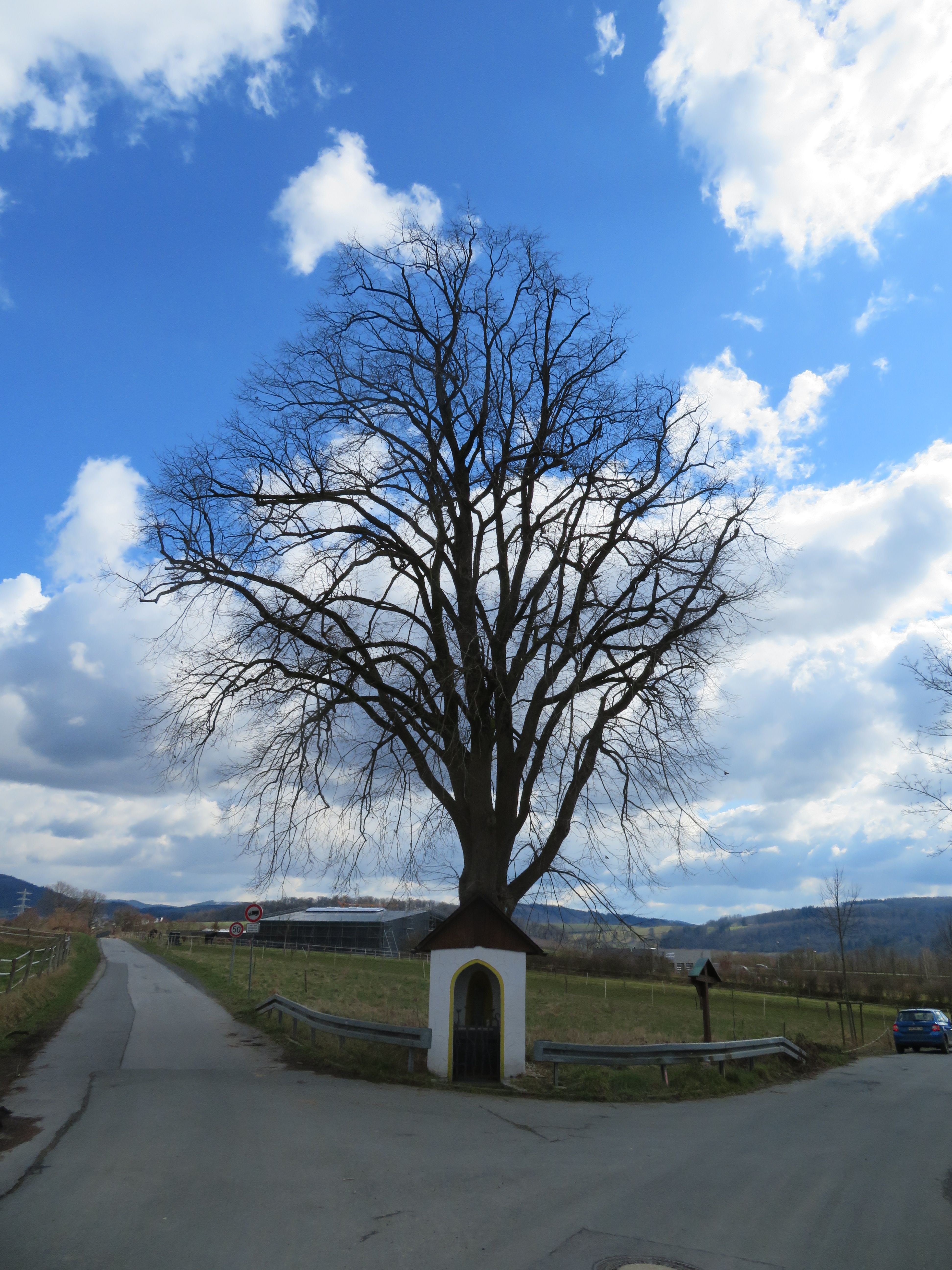
ND Linde südlicher Ortsrand Enste

Das Naturdenkmal Linde südlicher Ortsrand Enste ist eine Winterlinde mit einem Stammumfang von rund 3 m und steht am Ortseingang von Enste an der Enster Straße im Stadtgebiet von Meschede. Der Baum wurde 1994 erstmals mit dem Landschaftsplan Meschede durch den Hochsauerlandkreis als Naturdenkmal (ND) ausgewiesen. Bei der Neuaufstellung des Landschaftsplanes 2020 wurde die Winterlinde erneut als ND ausgewiesen. Das ND steht am Abzweig des alten Weges nach Galiläa. An der Eiche befindet sich ein Bildstock.
Zum Reiz und dem Wert des ND führt der Landschaftsplan auf: „Mit ihren rund 3 m Stammumfang und der ausladenden Krone stellt sie ein wichtiges „Eingangsportal“ in den Ort dar, das in dieser Lage ggf. auch aufwendigere Erhaltungsmaßnahmen rechtfertigt.“